# Glopeneset
Glopeneset (norwegisch für Schluchtnase) ist ein hauptsächlich vereistes Vorgebirge im ostantarktischen Königin-Maud-Land. Es ragt auf der Südseite der Orvinfjella und der Glopeflya auf.
Erste Luftaufnahmen entstanden bei der Deutschen Antarktischen Expedition 1938/39 unter der Leitung des Polarforschers Alfred Ritscher. Norwegische Kartografen, die das Vorgebirge auch benannten, kartierten es anhand von Vermessungen und Luftaufnahmen der Dritten Norwegischen Antarktisexpedition (1956–1960).